# Памятники Севастополя
Памятники Севастополя — в Севастополе более 2000 памятников, в том числе археологии — 246, истории — 1365, монументального искусства — 27, архитектуры и градостроительства — 293 памятника, 394 памятника периода Великой Отечественной войны, 24 братских кладбища, 45 братских могил, захоронений периода Крымской войны — 671, индивидуальных захоронений, за пределами некрополей — 37, могил воинов интернационалистов — 14.
В данной статье представлены наиболее известные мемориалы, монументальные памятники и памятные знаки.

## Памятники времён Российской империи и посвящённые Крымской войне
| Фото и название                                       | Расположение                                                                 | Дата создания и описание |
| Памятник Казарскому и морякам брига «Меркурий»        | Центральный холм 44°36′22″ с. ш. 33°31′37″ в. д.                             | 1839 Это первый памятник, воздвигнутый в Севастополе. Сооружен в честь подвига моряков брига «Меркурий» и его командира — капитан-лейтенанта А. И. Казарского, когда он в ходе Русско-турецкой войны 14 мая 1829 года в чине капитан-лейтенанта командовал 18-пушечным бригом «Меркурий» и вышел победителем в неравном бою с двумя турецкими линейными кораблями.                                                            |
| Воинам Волынского пехотного полка                     | улица Богданова, Братское кладбище                                           | 1880 — 1890-е годы года Единственный памятник на Братском кладбище, установленный в честь полка, а не на могиле. Созданный по проекту архитектора А. Г. Гронвальда. |
| Затопленным кораблям                                  | Севастопольская бухта у Приморского бульвара 44°37′06″ с. ш. 33°31′27″ в. д. | 1905 Также известен как памятник обороны Севастополя. Посвящен затопленным в Севастопольской бухте при Крымской войны российским парусным кораблям. Установлен к 50-летию первой обороны Севастополя. Авторы — эстонский скульптор Амандус Хейнрих Адамсон, архитектор Валентин Августович Фельдман и военный инженер Энберг Оскар-Фридрих Иванович.                                                                          |
| Воинам люнета Белкина                                 | Кладбище Коммунаров                                                          | 1905 Установлен в честь воинов люнета Белкина в честь празднования 50-летия первой обороны Севастополя. Автор проекта — инженер-полковник Энберг Оскар-Фридрих Иванович. |
| Памятный знак начала плавучего моста                  | Приморский бульвар 44°37′07″ с. ш. 33°31′37″ в. д.                           | 1905 Памятный знак установлен на месте начала плавучего моста через Севастопольскую бухту по проекту архитектора А. М. Вейзена и инженера Ф. Н. Еранцева. |
| Французское военное кладбище                          | 5-й км Балаклавского шоссе 44°32′40″ с. ш. 33°31′39″ в. д.                   | 2004 Мемориальный комплекс построен на средства Французской Республики. Находится на территории бывшего французского воинского некрополя времен Крымской войны. |
| Памятник солдатам Сардинского королевства             | Балаклавский район 44°31′48″ с. ш. 33°39′19″ в. д.                           | 2004 Памятник солдатам сардинского королевства находится чуть ниже горы Гасфорта, в 75-ти метрах от грунтовой дороги. . На одной из пилястр мемориала имеется мемориальная доска с текстом на итальянском и русском языках: «Вечной памяти погибших в Крымской войне 1855—1856 годов солдат Сардинского королевства. Сентябрь 2004 г.». Общая высота монумента, сооруженного на средства Итальянской республики, пять метров. |
| Памятник британцам, павшим в Крымской войне 1854—1856 | Балаклавский район 44°34′18″ с. ш. 33°34′23″ в. д.                           | 2006 Памятник британцам, павшим в Крымской войне 1854—1856. Памятник установлен неподалеку от Сапун-Горы возле дороги Севастополь-Балаклава в связи со 150-летием окончания Крымской войны. |

## Памятники, посвящённые революции и Гражданской войне
| Фото и название                                                                | Расположение                                                                                             | Дата создания и описание |
| Братская могила участников восстания на крейсере «Очаков»                      | Кладбище Коммунаров 44°36′00″ с. ш. 33°30′49″ в. д.                                                      | 1935 Братская могила П. П. Шмидта, М. Г . Антоненко, А. И. Гладкова и С. П. Частника — руководителей восстания на крейсере «Очаков» в 1905 году, расстрелянных на острове Березани 19 марта 1906 года. Памятник построен по проекту архитектора В. К. Ретлинга. |
| 49 коммунарам                                                                  | Кладбище Коммунаров 44°35′59″ с. ш. 33°30′52″ в. д.                                                      | 1937, 22 ноября Памятник 49 большевикам-подпольщикам, погибшим в Крыму в 1920 году. Построенный по проекту архитектора М. А. Садовского, скульпторов Л. С Смерчинского, С. С Карташева. |
| Памятник участникам севастопольского вооруженного восстания в ноябре 1905 года | улица Героев Севастополя 44°36′16″ с. ш. 33°32′09″ в. д.                                                 | 1955 Памятник участникам севастопольского вооруженного восстания в ноябре 1905 года. |
| Памятник погибшим в Гражданской войне 1918—1920 годов                          | Берег Карантинной бухты, напротив музея-заповедника Херсонес Таврический 44°36′48″ с. ш. 33°30′13″ в. д. | 2021 Первый на территории бывшего СССР мемориал, посвящённый трагедии Гражданской войны. В центре памятника на высокой стеле — женская фигура из сусального золота, олицетворяющая образ матери-России, а у основания постамента — два её сына, белогвардеец и красноармеец, за спинами которых — бронзовые горельефы со сценами Гражданской войны и Русского исхода. На лицевой части постамента — надпись: «Мы единый народ и Россия у нас одна», а с трёх других сторон — стихи Максимилиана Волошина, Марины Цветаевой, Николая Туроверова. Автор памятника — Андрей Ковальчук. |

## Памятники, посвящённые Великой Отечественной войне
| Фото и название                                                     | Расположение                                                                         | Дата создания и описание |
| Памятник Славы воинов 2-й гвардейской армии                         | Северная сторона 44°37′35″ с. ш. 33°31′59″ в. д.                                     | 1944 Памятник на Северной стороне, посвящённый воинам 2-й гвардейской армии, которые 9 мая 1944 года отвоевали Северную сторону и, форсировав Севастопольскую бухту отвоевали Севастополь. |
| Мемориальный комплекс Сапун-Гора                                    | Микрорайон Сапун-Гора 44°33′10″ с. ш. 33°35′00″ в. д.                                | 1944 В память о подвиге советских бойцов, совершённом в мае 1944 года, по проекту архитектора М. Я. Гинзбурга на Сапун-Горе в ноябре 1944 года воздвигнут обелиск воинской Славы. В 1970 году зажжён вечный огонь. |
| Мемориальное братское кладбище советских солдат                     | Дергачи (Севастополь), 6-й км Симферопольского шоссе 44°34′47″ с. ш. 33°55′14″ в. д. | 1953 Кладбище возникло в период обороны города в 1941—1942 годах. В 1953 году некрополь был благоустроен по проекту архитектора В. П. Петропавловского. В 1975—1983 годах была проведена реконструкция кладбища (архитектор В. М. Артюхов, инженер Е. В. Веникеев).. |
| Мемориал личному составу линкора «Новороссийск» (Родина — сыновьям) | ул. Богданова 44°38′16″ с. ш. 33°33′35″ в. д.                                        | 1963 Посвящен погибшим морякам линкора «Новороссийск». Проект скульптор а П. И. Бондаренко, архитекторы А. А. Заварзин и В. М. Артюхов. |
| Комсомольцам                                                        | улица Ленина 44°36′30″ с. ш. 33°31′38″ в. д.                                         | 1963, 29 октября Созданный на средства комсомольцев Севастополя. Авторы — скульптор С. А. Чиж и архитектор В. И. Фомин. |
| Героев второй обороны                                               | площадь Нахимова 44°36′58″ с. ш. 33°31′27″ в. д.                                     | 1967 Памятник посвящен защитникам Севастополя в годы Великой Отечественной войны. |
| Памятник матросу и солдату                                          | мыс Хрустальный                                                                      | 1977 Монумент на мысе Хрустальный, один из крупнейших в России. Решение о строительстве было принято в 1972 году, работы по возведению монумента под руководством Н. Л. Жарикова начались в 1981 году. В группу авторов вошли скульпторы Е. Е. Белостоцкий, Г. Л. Петрошевич, О. А. Супрун, архитектор К. А. Сидоров, инженер А. Х. Уманский. В 1988 году строительство было заморожено до 2004 года, памятник был открыт вновь в 2007 году. |
| Морякам эскадры Черноморского флота                                 | Приморский бульвар 44°36′59″ с. ш. 33°31′19″ в. д.                                   | 1979, 8 мая Посвящён эскадре Черноморского флота (командующий — контр-адмирал Владимирский Л. А.), которая принимала активное участие в годы Великой Отечественной войны в обороне Одессы, Севастополя, в боях за Керчь и Новороссийск. Авторы и архитекторы: В. М. Артюхов и В. А. Савченко, скульптор В. Е. Суханов. Инженер — А. В. Володин.                                                                                              |
| Памятник авиаторам-черноморцам                                      | Проспект Генерала Острякова 44°32′40″ с. ш. 33°31′39″ в. д.                          | 1981 Установлен в 1981 году к 60-летию ВВС КЧФ. Авторы проекта — архитекторы М. В. Фортуна, М. Г. Раду, скульптор — Ю. А. Канашин, инженер — В. И. Панфил. |
| Памятник героям-подводникам                                         | улица Героев Севастополя 44°36′18″ с. ш. 33°32′18″ в. д.                             | 1983 Проект скульптора С. А. Чижа. Мемориальный комплекс в честь героев-подводников открыт в 1983 году во время празднования 200-летия Севастополя. |
| Памятник бронепоезду «Железняков»                                   | Рядом с железнодорожным вокзалом и автовокзалом                                      | 1990 В качестве памятника установлен на вечную стоянку паровоз ЭЛ-2500 с надписью «Смерть фашистам». В период обороны он водил в бой легендарный бронепоезд «Железняков», который построили рабочие Севастопольского морского завода в ноябре 1941 г. |
| Памятник русским и немецким солдатам                                | Казачья бухта                                                                        | 1995 Установлен на пустыре в районе Казачьей бухты, рядом с территорией музейного историко-мемориального комплекса 35-я Береговая батарея. Монумент в память о солдатах, погибших в боях под Севастополем, в честь павших и в напоминание живым, был открыт 22 июня 1995 года по просьбе немецких ветеранов. Автор памятника архитектор Г. Г. Кузьминский. Надписи на монументе выполнены на русском и немецком языках.                      |
| Аллея городов-героев в Севастополе                                  | площадь Нахимова 44°36′58″ с. ш. 33°31′27″ в. д.                                     | 2005 Аллея была открыта в 2005 году. Вдоль стены установлено тринадцать стел, стилизованных под противотанковые надолбы, на каждой из которых размещено изображение медали «Золотая Звезда» и название города, из числа городов-героев бывшего Советского Союза. |
| 35-я береговая батарея                                              | Казачья бухта 44°33′29″ с. ш. 33°24′25″ в. д.                                        | 2007 Мемориальный ансамбль на территории 35-й береговой батареи, сооружённый на месте последнего рубежа обороны Севастополя конца июня—начало июля 1942 года. |
| Братская могила танкистов                                           | Нахимовский район 44°35′37″ с. ш. 33°32′02″ в. д.                                    | 1944 Танк-памятник Т-34 установлен на месте братской могилы танкистов, погибших при освобождении Севастополя. |

## Памятники известным людям
| Фото и название                   | Расположение | Дата создания и описание |
| Корнилову                         | Малахов курган 44°36′12″ с. ш. 33°32′53″ в. д.                                                                            | 1895, 5 октября Памятник Владимиру Корнилову установлен на месте смертельного ранения адмирала. Авторы — генерал-лейтенант А. А. Бильдерлинг и скульптор академик И. Н. Шредер. |
| Тотлебену                         | Исторический бульвар 44°35′55″ с. ш. 33°31′24″ в. д.                                                                      | 1909, 5 августа Монумент Эдуарду Тотлебену построен по проекту скульптора И. Н. Шредера, который использовал эскизы художника А. А. Бильдерлинга. |
| Папанину                          | Корабельная сторона, Сквер Папанина 44°36′33″ с. ш. 33°32′28″ в. д.                                                       | 1954, 25 февраля Бюст дважды Героя Советского Союза Ивана Папанина установлен на его Родине. Автор бюста — скульптор Е. В. Вучетич, пьедестала — архитекторы В. А. Артамонов и В. М. Артюхов. |
| Матросу Кошке                     | Корабельная сторона, улица Героев Севастополя, напротив мемориала подводникам-черноморцам 44°36′18″ с. ш. 33°32′17″ в. д. | 1956, 26 мая Памятник матросу Кошке в Севастополе был открыт 26 мая 1956 года. Его авторы: архитектор В. П. Петропавловский и скульпторы старшие матросы срочной службы братья В. С. и К. С. Кейдуки, при изготовлении бюста использовавшие литографию В. Тимма. Общая высота памятника составляет четыре с половиной метра. Бюст Петра Кошки выполнен из бронзы и установлен на гранитный пьедестал, с чугунным барельефом, включающим изображение медали «За защиту Севастополя», и мемориальной доской с надписью «Матрос Кошка Петр Маркович герой обороны Севастополя». В 2004 году памятник был отреставрирован. |
| Ленину                            | Центральный городской холм, площадь Ленина 44°36′41″ с. ш. 33°31′24″ в. д.                                                | 1957, 2 ноября Памятник Владимиру Ленину. Авторы — скульптор П. И. Бондаренко, архитекторы Г. В. Щуко и С Я. Турковский. |
| Нахимову                          | площадь Нахимова 44°36′59″ с. ш. 33°31′31″ в. д.                                                                          | 1959, 5 ноября Памятник адмиралу Павлу Нахимову. Авторы — скульптор академик М. В. Томский и архитектор М. 3. Чесаков. |
| Пирогову Н. И.                    | На территории Городской больницы № 1 44°36′03″ с. ш. 33°31′02″ в. д.                                                      | Бюст хирурга Николая Пирогова. |
| Суворову                          | площадь Суворова 44°36′22″ с. ш. 33°31′37″ в. д.                                                                          | 1983, 3 августа Памятник российскому полководцу Александру Суворову. Авторы — скульпторы В. В. Рябков и В. С Гордеев, архитекторы Г. Г. Кузьминский и А. С Гладков. |
| Пушкину                           | улица Пушкина 44°34′46″ с. ш. 33°33′43″ в. д.                                                                             | 1983 Авторы памятника архитекторы А. С. Гладков, Г. Г. Кузьминский и скульптор А. А. Ковалев. Монумент великому русскому поэту Александру Сергеевичу Пушкину был открыт в Севастополе в 1983 году. |
| Владимиру Великому                | Древняя улица 44°36′23″ с. ш. 33°29′33″ в. д.                                                                             | 1994 Установленный на улице Древней при входе в Херсонеса Таврического. Автор — скульптор Вячеслав Клыков. |
| Памятник адмиралу Кузнецову Н. Г. | Большая Морская улица, между домами № 15 и № 19. 44°36′25″ с. ш. 33°31′19″ в. д.                                          | 2000, 13 мая На прямоугольном пьедестале из габбро установлен бронзовый бюст адмирала Кузнецова Н. Г. без головного убора, с наградами на мундире. Общая высота памятника — 3,5 метра. Скульптор В. С Гордеев, архитектор В. И. Ленчик. |
| Тарасу Шевченко                   | проспект Октябрьской Революции, 8 44°35′39″ с. ш. 33°27′07″ в. д.                                                         | 2003, 24 августа Памятник установлен перед зданием Гагаринского райсовета. Авторы монумента — львовские скульпторы отец и сын Василий Павлович и Владимир Васильевич Одреховские, автор постамента — севастопольский архитектор Георгий Григорьянц |
| Лесе Украинке                     | Балаклава | 2004 Памятник украинской поэтессе, писательнице, переводчику и культурному деятелю Лесе Украинке. Установлен в 2004 году во время торжественных мероприятий, посвященных 2500-летию города, скульптор — севастополец Владимир Суханов. |
| Екатерине II                      | улица Ленина 44°36′47″ с. ш. 33°31′30″ в. д.                                                                              | 2008 Памятник Екатерине II открыт 15 июня 2008 года во время праздничных мероприятий, посвященных 225-летию со дня основания города-героя Севастополя. Авторами памятника являются скульптор Станислав Чиж и архитектор Георгий Григорьянц |
| Памятник адмиралу Сенявину Д. Н.  | проспект Нахимова | 2014, 8 мая Памятник адмиралу Дмитрию Николаевичу Сенявину. Автор памятника скульптор Михаил Владимирович Переяславец. |

## Прочие памятники
| Фото и название                                         | Расположение                                                    | Дата создания и описание |
| Екатерининская миля                                     | Северная сторона                                                | 1786 Дорожный знак, построенный в 1784—1787 годах на пути следования императрицы Екатерины Великой из Петербурга в Крым. |
| Памятный знак «В честь 200-летия основания Севастополя» | площадь Нахимова 44°36′57″ с. ш. 33°31′32″ в. д.                | 1983, 14 июня Построенный в честь основания Севастополя, установленный на месте первых городских зданий. Высота памятника — 3,41 м. Авторы — архитекторы проекта: Г. Г. Кузьминский и А. С Гладков. |
| Триумфальная арка в честь 200-летия Севастополя         | улица Генерала Мельника 44°34′46″ с. ш. 33°33′43″ в. д.         | 1983 Построена в 1983 году сотрудниками Севморзавода. Авторы проекта архитектор Адольф Шеффер и скульптор Вячеслав Яковлев. На арке размещены присвоенные городу ордена Трудового красного знамени и Октябрьской революции, а также даты 1783 и 1983. Её поверхность облицована альминской плиткой. В 2008 году триумфальная арка в Севастополе была отреставрирована и оборудована ночной подсветкой.        |
| Монумент солдатам войны в Афганистане                   | Сквер воинов-интернационалистов 44°36′23″ с. ш. 33°31′40″ в. д. | 1996 Монумент был открыт 17 октября 1996 года. Его автор архитектор Георгий Григорьянц. В основании белого мраморного пятиметрового креста расколотая пятиконечная красная мраморная звезда. Перед крестом небольшая чаша с камнями из Афганистана. На дугообразном парапете из лабрадорита нанесены имена погибших в Афганистане воинов.                                                                     |
| Мемориал жертвам холокоста                              | Площадь Восставших 44°36′06″ с. ш. 33°30′47″ в. д.              | 2003 После открытия рядом построена синагога; в 2019 ещё не открыта |
| Памятник жертвам депортации в Крыму                     | Сквер автовокзала 44°35′37″ с. ш. 33°31′50″ в. д.               | 2008, 18 мая Пятисторонний обелиск — по количеству депортированных народов. На шести языках на памятнике написано: «Ваши страдания никогда не будут забыты во имя жизни и справедливости». Архитектор Георгий Григорьянц |
| Памятник Кириллу и Мефодию                              | Центральный холм 44°36′29″ с. ш. 33°31′33″ в. д.                | 2008, 14 июня Памятник Кириллу и Мефодию в Севастополе установлен перед Петропавловским собором. Авторы — архитектор Георгий Григорьянц и скульптор Александр Демченко из Харькова, где он и был изготовлен. Идея скульптуры была взята из иконописного изображения. Святые равноапостольные Кирилл и Мефодий — создатели славянской азбуки, которая была задумана ими на севастопольской земле, в Херсонесе. |
| Памятник чернобыльцам                                   | сквер имени Бузина 44°34′46″ с. ш. 33°33′43″ в. д.              | 2011 Памятный знак ликвидаторам и пострадавшим в результате Чернобыльской катастрофы и других ядерных аварий был торжественно открыт в Севастополе 26 апреля 2011 года. Автор монумента архитектор Владимир Букреев. На высоком гранитном постаменте, в центре стилизованного атома, помещен небольшой колокол с надписью Чернобыль на украинском языке.                                                      |